# Note en délibéré
 (novembre 2011).
Si vous disposez d'ouvrages ou d'articles de référence ou si vous connaissez des sites web de qualité traitant du thème abordé ici, merci de compléter l'article en donnant les références utiles à sa vérifiabilité et en les liant à la section « Notes et références ».
 (novembre 2011).
Dans une procédure contradictoire, une note en délibéré est un document qu'une partie adresse au juge, soit à la demande du Président du Tribunal, soit en réponse aux arguments du ministère public et ce, entre la clôture des débats et le prononcé du jugement, c'est-à-dire après que les débats soient terminés et que l'affaire ait été mise en délibéré, mais avant le délibéré, c'est-à-dire avant que la décision ne soit rendue. 
Le recours à une note en délibéré doit respecter le principe contradictoire, c'est-à-dire que la note en délibéré doit être communiquée à toutes les parties au procès car le principe contradictoire garantit à chaque partie le droit de prendre connaissance des arguments de fait, de droit et de preuve à partir desquels elle sera jugée. Inversement, une note produite au délibéré mais non autorisée sera écartée par respect du principe contradictoire.

## Champs d'application
La note en délibéré permet d'une part de répondre à l'argumentation du Ministère public, et permet d'autre part de compléter l'information du juge qui l'ordonne :
- en cas de fait ou document nouveau, si la partie qui l'invoque n'était pas en mesure d'en faire état lors de l'instruction et si à défaut d'en avoir connaissance, le juge est susceptible de fonder sa décision sur une base matériellement incomplète voire inexacte ;
- en cas de risque d'atteinte à un ou des droits fondamentaux, ce qui pourrait être un moyen relevé d'office par le juge.

## Dans les États parties à la Convention européenne des droits de l'homme
La note en délibéré permet de répondre à l'exigence d'un procès contradictoire (article 6 §1 de la CEDH).
Plusieurs arrêts de la Cour européenne des droits de l'homme ont constaté que si le juge a eu recours à la note en délibéré, il n'y a pas eu de violation de l'article 6 §1 de la CEDH.
La note en délibéré peut aussi être demandée d'office par la juridiction si elle envisage de soulever un moyen de droit d'ordre public (par exemple une incompétence territoriale). 

### En Belgique
La note en délibéré est permise conformément à l'article 1107 du code judiciaire.

### En France

#### En procédure civile
La note en délibéré est définie par l'article 445 du code de procédure civile.
Un jugement qui reprendrait les arguments du Ministère public mais passerait sous silence une note en délibéré viole le respect d'une procédure contradictoire.
Le juge peut prendre l'initiative de demander des observations écrites après la clôture des débats. Il peut ainsi, par exemple, mentionner dans son jugement : « Au cours du délibéré, il a été demandé à X... et à Y... de présenter leurs observations éventuelles sur la fin de non-recevoir paraissant pouvoir être relevée d’office, tirée du défaut d’intérêt pour X..., etc.».
L'auteur d'une note en délibéré peut faxer celle-ci au greffe du tribunal, mais doit être capable de l'authentifier par sa signature avant que le délibéré ne soit rendu.

#### En contentieux administratif
Dans les juridictions régies par le code de justice administrative, la note en délibéré  est régie par R.731-3 de ce code.